# اللغة البيدمونتية
اللغة البييمونتية (بالإيطالية: Piemontese)‏ هي لغة رومنسية يتحدث بها أكثر من مليوني شخص في بييمونتي شمال غرب إيطاليا. تقع من الناحية الجغرافية و اللغوية ضمن المجموعة الإيطالية الشمالية (مع اللومباردية و اميليانو رومانيولو و الليغورية و البندقية). هي جزء من مجموعة أوسع من اللغات الرومانسية الغربية بما فيها الفرنسية و الأوكستانية و الكاتالونية.